# عشبة القوى الإنجليزية
عشبة القوى الإنجليزية (الاسم العلمي:Potentilla anglica) هي نوع من النباتات تتبع جنس عشبة القوى من الفصيلة الوردية.